# La monstrua vestida
La monstrua vestida es un cuadro del pintor español Juan Carreño de Miranda, fechado hacia 1680. Expuesto en el Museo del Prado, representa a la niña Eugenia Martínez Vallejo, llamada «la Monstrua», vestida con un traje rojo con motivos floreados. Existe un cuadro pareja de este en el que la niña está desnuda, llamado La monstrua desnuda.